# طوفان‌زاد (بازی تاج‌وتخت)
«طوفان‌زاد» (انگلیسی: Stormborn) قسمت دوم از فصل هفتمِ مجموعهٔ تلویزیونیِ خیال‌پردازانهٔ بازی تاج‌وتخت و قسمت ۶۲ از کلِ این سریال است.
فیلم‌نامه‌نویس این قسمت بریان کاگمن و کارگردان آن مارک مایلود است.
عنوان این قسمت از بازی تاج‌وتخت، به دو شخص اشاره دارد: «دنریس تارگرین» که در زمان بروز یک طوفان سهمگین متولد شد و «یورون گریجوی» که خودش را در قسمت دوم از فصل ششم سریال، «طوفان» لقب داد.

## تولید

### نگارش
قسمت «طوفان‌زاد» توسط بریان کاگمن نوشته شده است. کاگمن از آغاز سریال یکی از نویسندگان آن بوده و پیش از این، نویسندگی نه قسمت دیگر را بر عهده داشته است. عنوان این قسمت، «طوفان‌زاد»، اشاره‌ای است به دنریس تارگرین، که در میان طوفانی سهمگین به دنیا آمد و از همین‌رو این لقب را به دست آورد. در بخش «پشت صحنه قسمت» که توسط اچ‌بی‌او پس از پخش اولیه قسمت منتشر شد، خالقان و تهیه‌کنندگان اجرایی سریال، دیوید بنیاف و دی. بی. وایس، در مصاحبه‌ای گفتند: «آخرین بار نیمریا را دیدیم زمانی بود که آریا او را فراری داد، چون می‌خواست جانش را نجات دهد – او می‌دانست اگر سرسی پیدایش کند، او را خواهد کشت، و وقتی سرانجام دوباره نیمریا را پیدا می‌کند — یا نیمریا او را پیدا می‌کند — طبعاً می‌خواهد که نیمریا همراهش به خانه بازگردد و دوباره یار وفادارش باشد. اما نیمریا زندگی خودش را پیدا کرده است.» آن‌ها در ادامه اشاره کردند که جمله «این تو نیستی» اشاره مستقیمی است به چیزی که آریا در فصل اول به ند استارک گفت، زمانی که او به آریا می‌گفت قرار است بانوی قصری شود و با یک لرد ازدواج کند و لباس‌های چین‌دار زیبا بپوشد، و آریا پاسخ داد: «این من نیستم». وایس ادامه داد: «آریا اهل زندگی اهلی‌شده نیست. کاملاً منطقی است که گرگش هم چنین نباشد. وقتی گرگ دور می‌شود، در ابتدا دلش می‌شکند که تا این حد نزدیک شده و باز از دستش داده، اما بعد متوجه می‌شود که گرگ دقیقاً همان کاری را می‌کند که خودش هم می‌کرد اگر جای او بود.»

### انتخاب بازیگر
در این قسمت، بن هاکی در نقش «هات‌ پای» بازگشت، که آخرین بار در قسمت «مرغ مقلد» از فصل چهارم دیده شده بود. هاوکی در گفت‌وگویی با مجله انترتینمنت ویکلی درباره بازگشتش گفت که اصلاً انتظار نداشت دوباره به سریال برگردد. پیش از دریافت فیلمنامه، و برای جلوگیری از فاش شدن بازگشت شخصیت، تهیه‌کنندگان در مکاتبات ایمیلی برای او از یک اسم رمز استفاده می‌کردند. او در ادامه گفت که آن صحنه «واقعاً دلنشین» بود و «یک صحنه کوچک و کامل برای هات‌ پای» به شمار می‌رفت. «طوفان‌زاد» همچنین آخرین قسمت برای کیشا کاستل-هیوز و جسیکا هِن‌ویک بود، زیرا اوبرا و نیمریا سند در این قسمت کشته شدند. این قسمت همچنین تام هاپر را به‌عنوان بازیگر جدید نقش دیکن تارلی معرفی کرد، که جایگزین فردی استروما شد؛ استروما در فصل ششم برای مدت کوتاهی این نقش را ایفا کرده بود.